# Sierra de Ponce
La sierra de Pedro Ponce se sitúa entre los términos municipales de Mula y Lorca, en la Región de Murcia (España), alcanzando su máxima cota en el Morron del Ribazuelo con 1530 m s. n. m. (máxima altura del municipio de Lorca), destacando también el pico de La Selva con 1521 m s. n. m. (máxima altura del municipio de Mula).
Incluida en la Zona Especial de Protección para las Aves (ZEPA) "sierra de Burete, Lavia y Cambrón", se trata de una de las áreas de mayor importancia para las rapaces forestales de Europa, pudiéndose observar en una gran densidad, sobre todo águila calzada (Hieraaetus pennatus), águila culebrera (Circaetus gallicus) y ratonero (Buteo buteo).
Respecto a la geología de Ponce, forma parte de las Cordilleras Béticas, en concreto, de la Unidad Subbética que comenzó a elevarse del mar donde se hallaba sumergida durante el Oligoceno, hace unos 30 millones de años.
Véase también:
- Entorno natural de la Unión Europea

- Datos: Q6127861